# Aspidioides
Aspidioides é um género monotipo de percevejos pertencentes à família Diaspididae. A sua única espécie é Aspidioides corokiae.